# Évezredek története
Az Évezredek története egy 20. század elején megjelent nagy terjedelmű magyar nyelvű népszerűsítő történelmi mű volt, kiállítása miatt a díszművek közé sorolható.

## Története

### Előzmények
A 19. század végén és a 20. század elején elterjedt gyakorlat volt, hogy különböző folyóiratok előfizetőik részére ingyenesen vagy nagy kedvezménnyel külön nagyobb terjedelmű, könyvszerű kiadványokat adtak ki. Ezek sokszor csak egyes regények, albumok voltak, de léteztek teljes könyvsorozatok is. Talán az egyik legnagyobb ilyen vállalkozás a Magyar Kereskedelmi Közlöny Hírlap és Könyvkiadó Vállalat által 1908 és 1912 között kiadott, 10 nagy alakú, vaskos kötetből álló Tolnai Világtörténelme volt.

### Az „Évezredek története” megjelenése

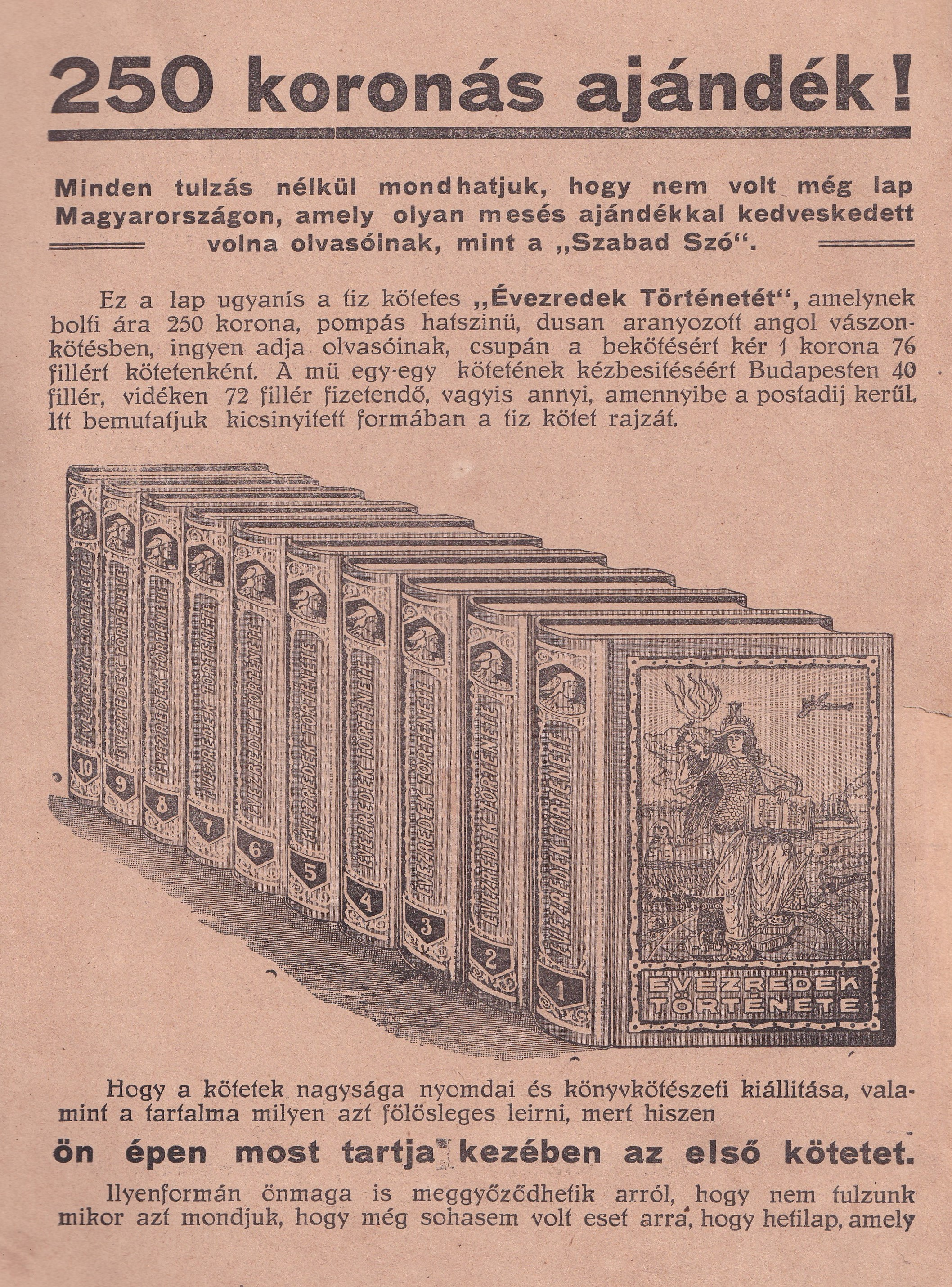
Korabeli hirdetés 1. oldala

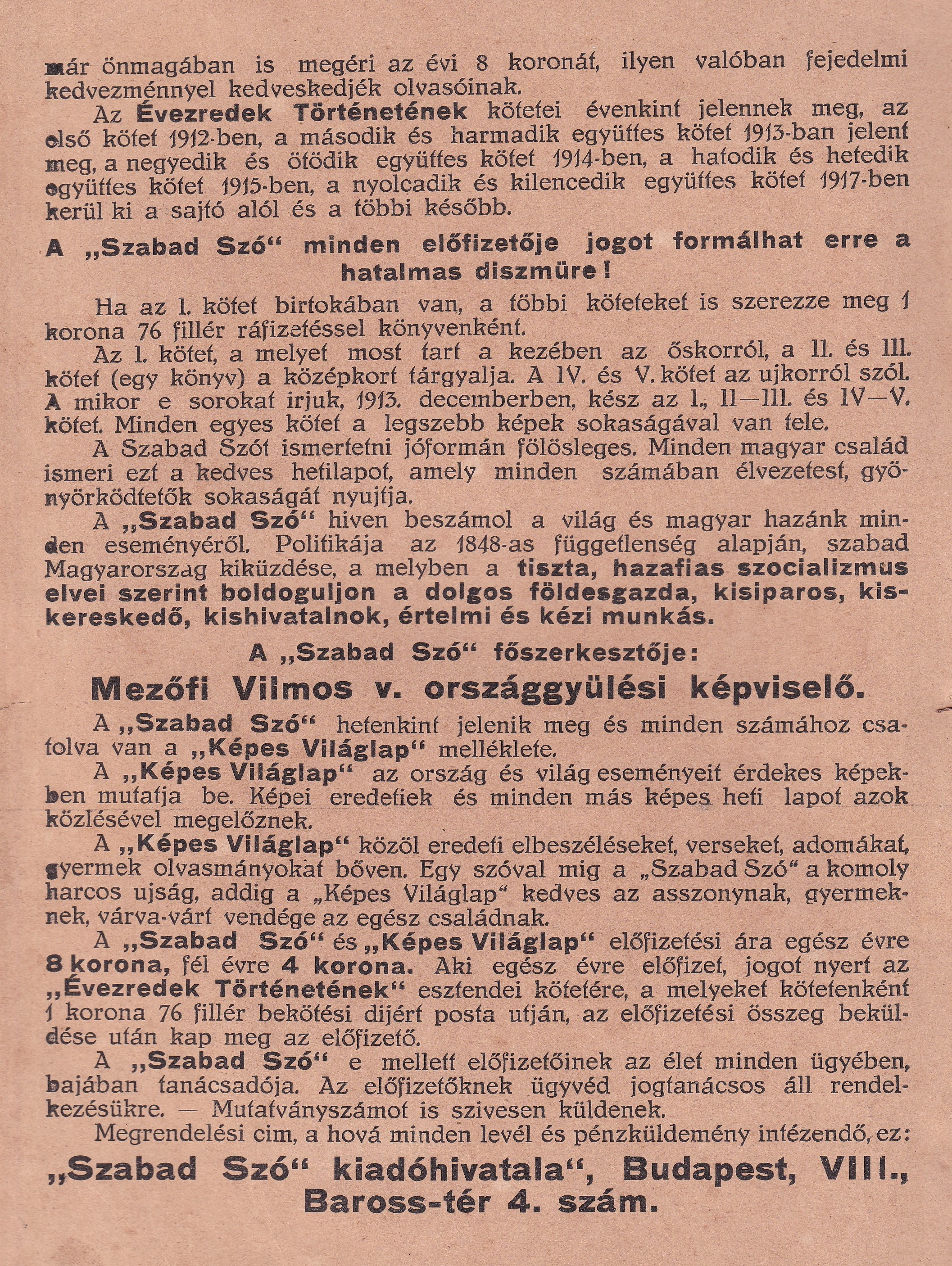
Korabeli hirdetés 2. oldala

Az 1910-es évek elején  a Szabad Szó és társlapja, a Képes Világlap szerkesztősége (Mezőfi Vilmos és Elek Sándor) is úgy döntött, hogy egy nagyobb vállalkozásba fognak. Feltehetően a Tolnai Világtörténelme hatására egy saját világtörténelmi sorozat megindítását készítették elő, amely széles tömeg számára közérthető, olvasmányos-regényes módon mutassa be az emberiség múltjának nagy eseményeit.
A kiadók kiemelték:
„A „Szabad Szó" illetőleg a „Képes Világlap" szerkesztői és kiadói ujabb tanujelét adják annak, hogy a nép tanításának, müvelésének nincsenek hivatottabb, lelkesebb, de egyúttal önfeláldozóbb és önzetlenebb munkásai, mint ők. A „Szabad Szó" illetőleg a „Képes Világlap" szerkesztői eddig is minden lehetőt megtettek a nép minden téren való művelésére, tanítására, felvilágosítására. A népies nyelven, zamatos magyarsággal szerkesztett lapokon kívül eddig is számos hasznos és oktató ajándékban részesültek az előfizetők. – Most pedig olyan munka kiadására határoztuk el magunkat amely páratlanul áll a magyar lapok körében. „Évezredek Története" cimmel egy tiz kötetes világtörténelmet adunk ki, amely az emberiség legrégibb korától a legújabb időkig mutatja be irásban és képben a történeti eseményeket. Az „Évezredek Történeté"-nek a megírása nem a mai történetírás kaptafájára készült, hanem a demokratikus elvek fejlődésének kidomboritásával szoros kapcsolatban állítja elénk a világtörténelmi eseményeket.”
A sorozatot 10 kötetre tervezték, és eredeti kötetbeosztása a következő lett volna:
- I. Az ókor története
- II–III. A középkor története
- IV–V. Az újkor története
- VI–VII. A legújabb kor története
- VIII. Séta a föld körül
- IX. Az emberi műveltség története
- X. A férfi és a nő élet- és egészségtana

Azaz látható, hogy a 10 tervbe vett kötet közül 7 a kezdetektől a kiadás idejéig tárgyalta volna a világ történelmét, 1 kötet földrajzi, 1 művelődéstörténeti, 1 pedig – érdekes módon – népszerű orvostudományi lett volna. Az eredeti koncepció végül nem valósult meg. Ugyan 1911-ben megkezdték a mű technikai előállítását, és 1912-ben (más források szerint 1913-ban) hozzáfogtak a sorozat kiadásához, és a VI. kötettel 1915-ben el is jutottak a nagy francia forradalom időszakáig. A VII. kötet a hirdetések szerint Bonaparte Napóleon felemelkedésével folytatódott volna, azonban a kiadók az időközben elkezdődött első világháború miatt, aktualitási okokból megváltoztatták az eredeti terveket. A VII. kötet Hősök könyve néven a világháború harcairól szól. Ezt követően még 4 kötet (VIII–XI.) jelent meg, ugyancsak a világháború eseményeit tárgyalva. 1918-ban a XI. kötettel befejeződött a sorozat. A hiányzó időszakot (kb. 1800–1900) később sem pótolták.

## Kiállítás
A kötetek 21 x 28 cm-es kötetekben jelentek meg. A kötetek elején Hazay Aladár festőművész által készített[forrás?] címkép volt látható, amely sötét vörös háttéren fekete tintával rajzolt, egyik kezében fáklyát-, másik kezében kinyitott könyvet tartó, földgömbön álló nőalakot ábrázolt. (Egyes változatokban a rajzok aranyozva voltak, míg más esetekben nem.) A nőalak lábainál más könyvek hevertek szétszórtan, az egyikre a bölcsességet jelképező bagoly telepedett, a háttérben művelődéstörténeti képek látszanak. A borító alján félkövér, kapitális betűvel a sorozat címe volt olvasható – akárcsak a gerincen.[forrás?]
Az egyes kötetek számos fekete-fehér szövegképet és egész oldalas fekete-fehér rajzot tartalmaztak, amelyekhez hosszabb-rövidebb képaláírás tartozott. A képeket egy részét ugyancsak Hazay késztette (a sorozatjelző címlapon a következő olvasható: „a cimképet és több más rajzot készítette: Hazay Aladár festőművész”). A kötetek végén képjegyzék található.
Nyomtatása a Fráter és Társa Könyvnyomdájában Budapesten történt. A II–III., és a IV.–V. kötet egybekötve, de külön címlappal jelent meg. A teljes sorozat terjedelme 1775 oldal volt.

## Korabeli ára
A könyvek bolti ára a címlapok szerint 25 korona volt, azonban a Szabad Szó és a Képes Világlap előfizetői viszont csak a bekötésért felszámított 1 korona 76 fillérért juthattak a kötetekhez.

## Elérhetőség
A kötet napjainkban kizárólag antikváriusi forgalomban fordul elő – reprint vagy elektronikus kiadása nincs. Értékességét mutatja, hogy alkalmanként aukciósházakban árverési tétel.

## Kötetbeosztása
Az egyes megjelent kötetek a következők voltak:
| Kötetszám | Kötetcím                                                  | Kiadási év | Oldalszám | Megjegyzés                                                              |
| --------- | --------------------------------------------------------- | ---------- | --------- | ----------------------------------------------------------------------- |
| I.        | Az ókor története a legrégibb időtől Krisztus születéséig | 1912/1913  | 318       | Az első kötet második, rövidített (158 oldalas) kiadásban is megjelent. |
| II.       | A középkor története I.                                   | 1913       | 1-168     | A II–III. kötet egybekötve jelent meg.                                  |
| III.      | A középkor története II.                                  | 1913       | 169-298   | A II–III. kötet egybekötve jelent meg.                                  |
| IV.       | Az újkor története I.                                     | 1914       | 1-151     | A IV.–V. kötet egybekötve jelent meg.                                   |
| V.        | Az újkor története II.                                    | 1914       | 151-270   | A IV.–V. kötet egybekötve jelent meg.                                   |
| VI.       | A legújabb kor története                                  | 1915       | 156       |                                                                         |
| VII.      | Hősök könyve I.                                           | 1916       | 142       |                                                                         |
| VIII.     | Hősök könyve II.                                          | 1916       | 160       |                                                                         |
| IX.       | Hősök könyve III.                                         | 1916       | 144       |                                                                         |
| X.        | A világháború története I.                                | 1917       | 144       |                                                                         |
| XI.       | A világháború története II.                               | 1918       | 143       |                                                                         |

## Képtár

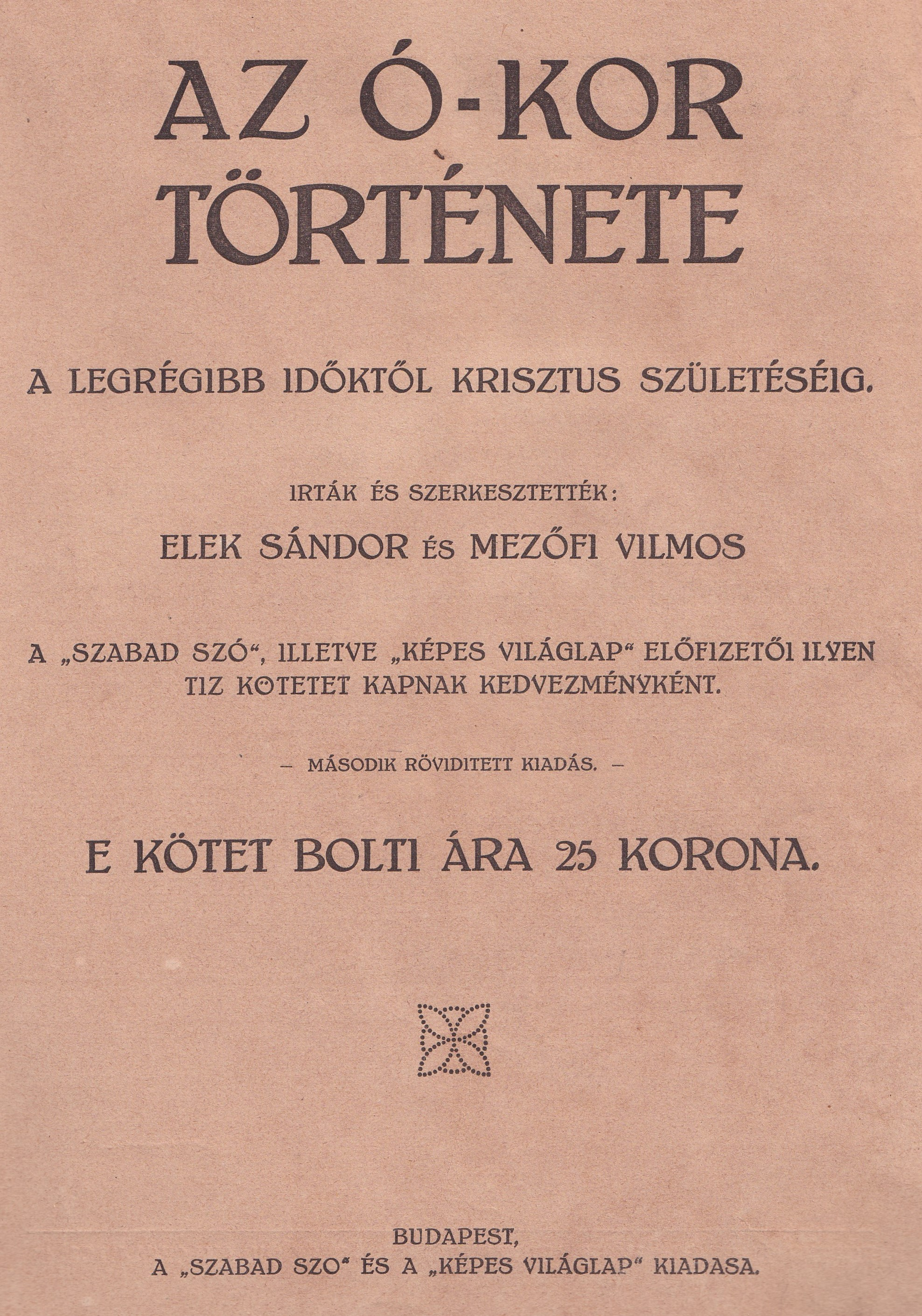
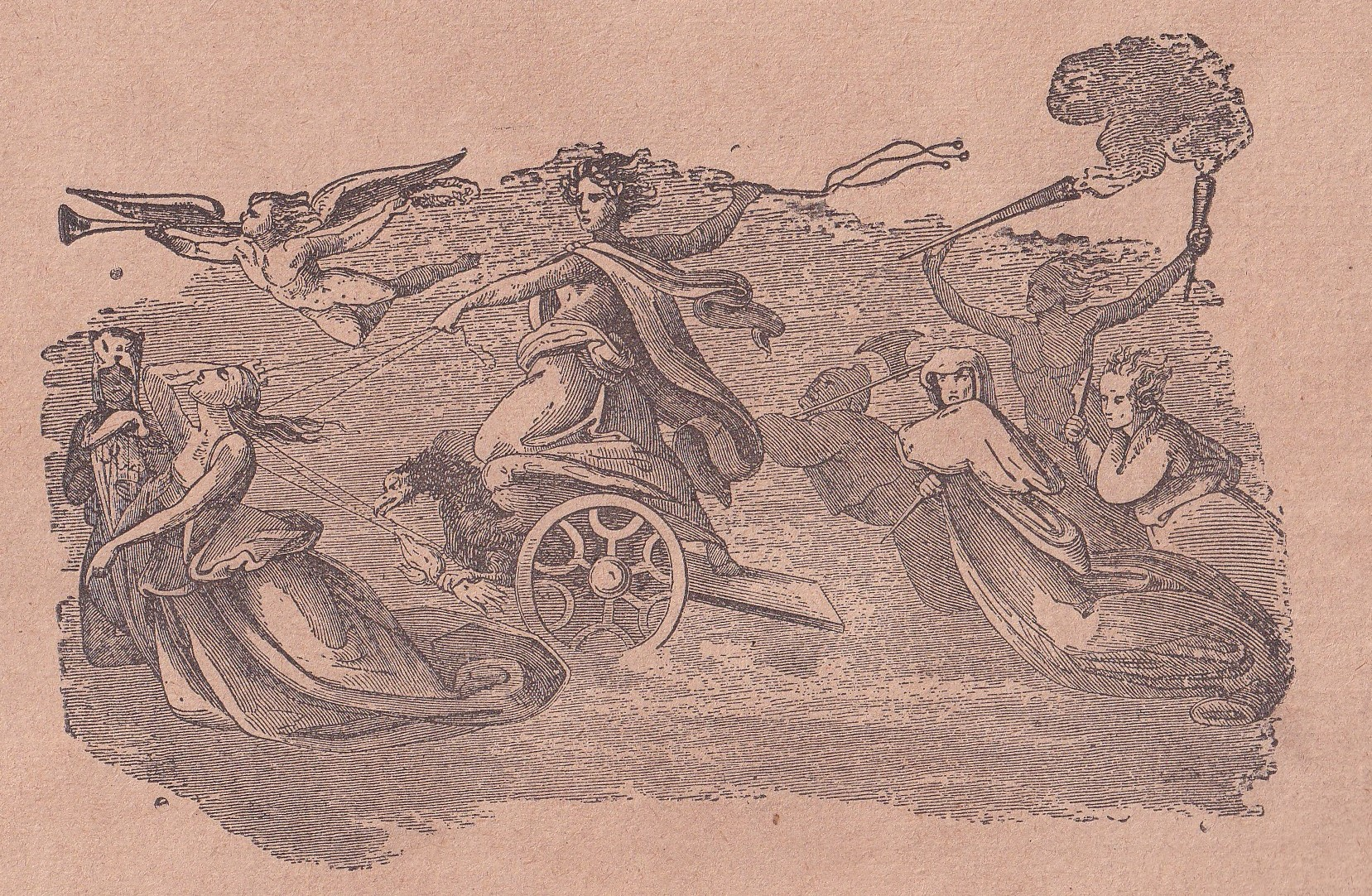
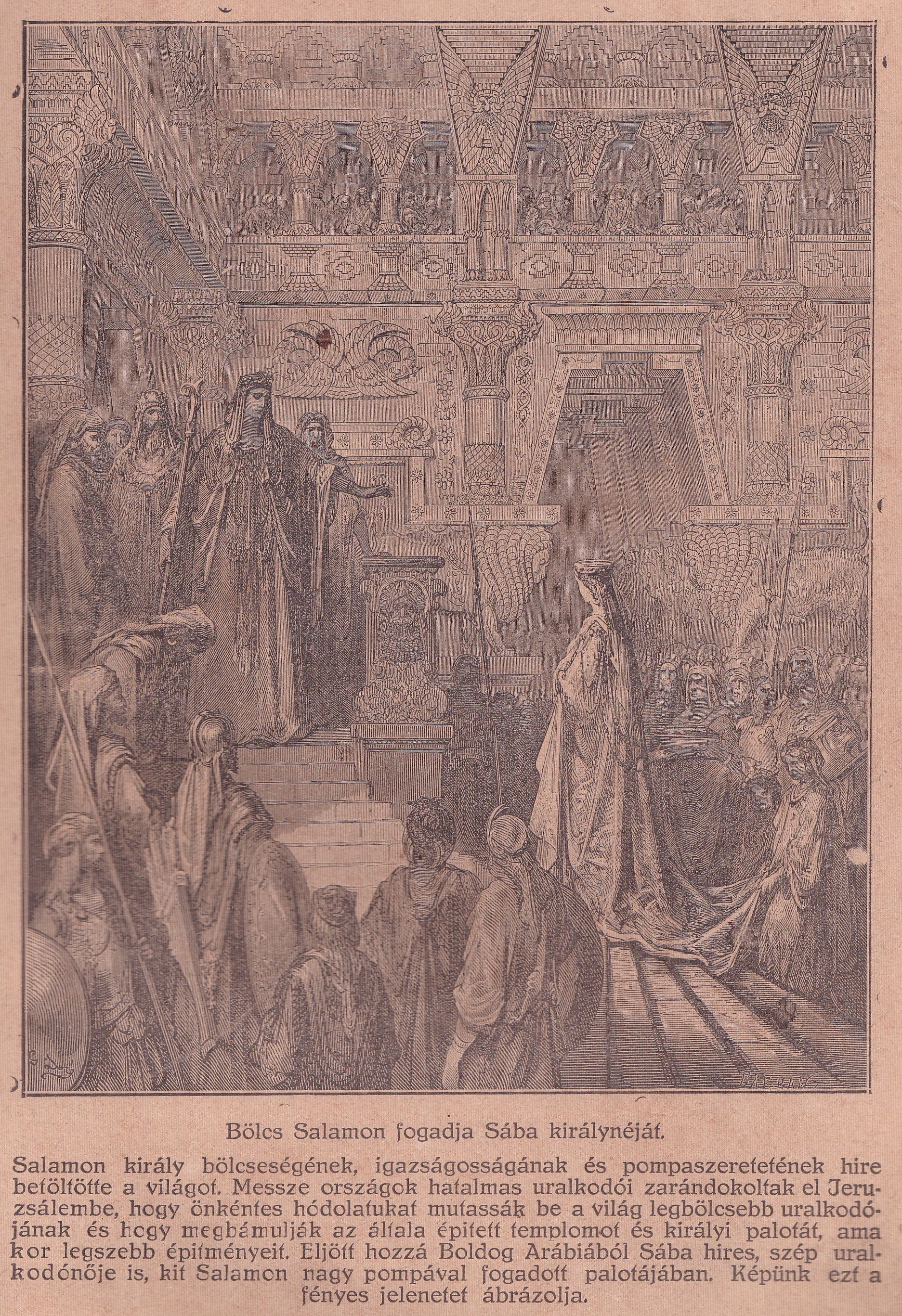
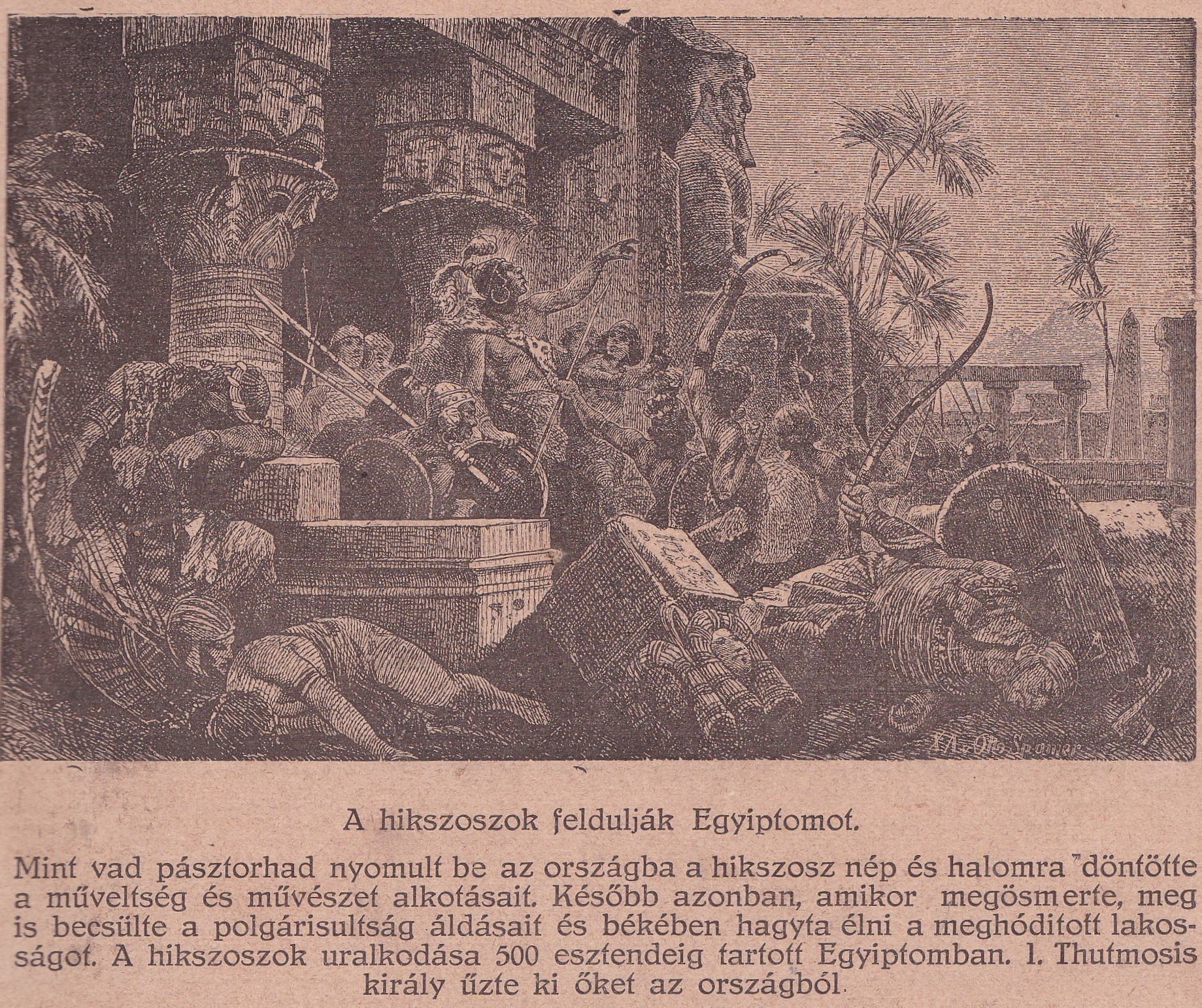
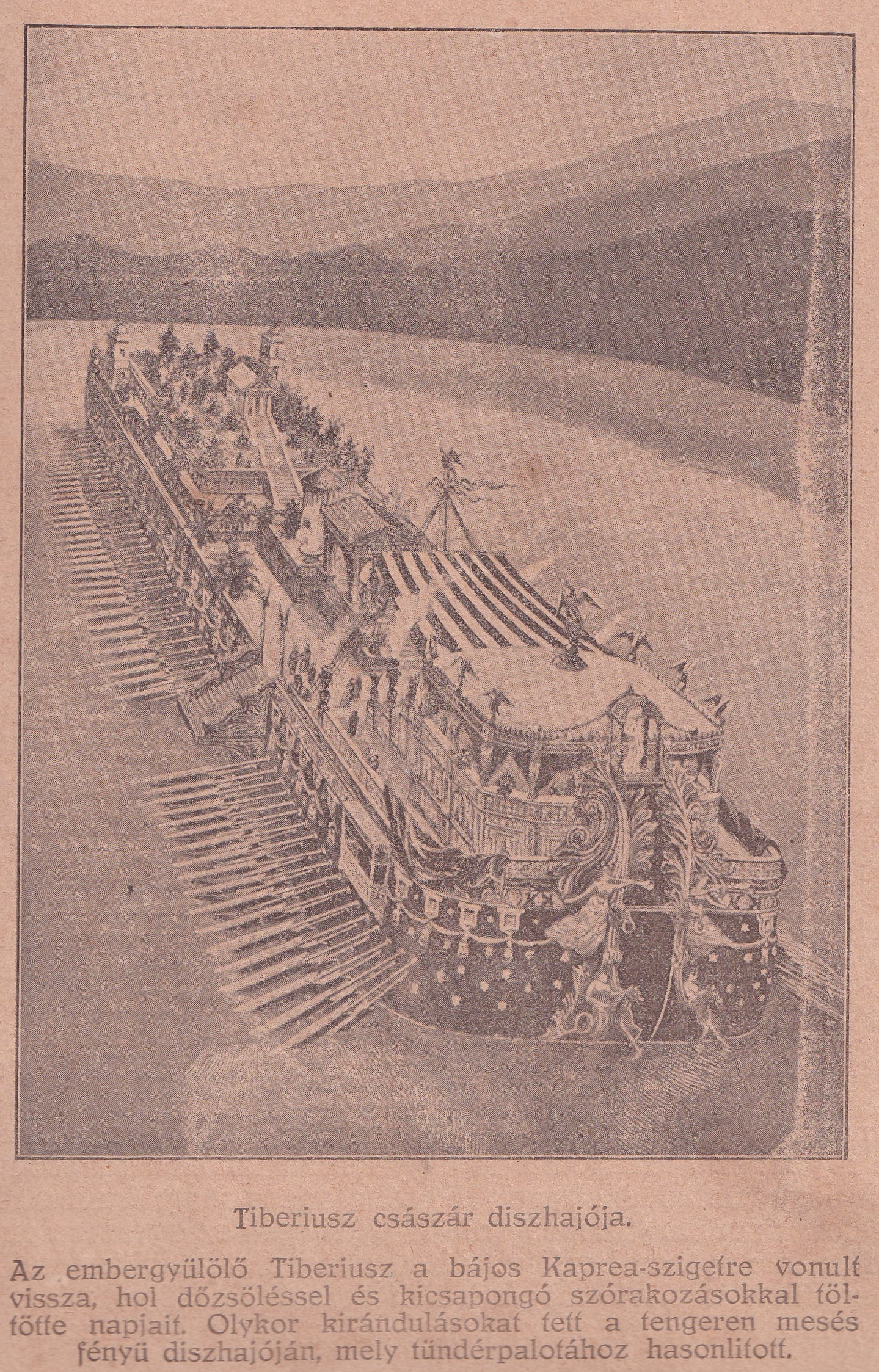
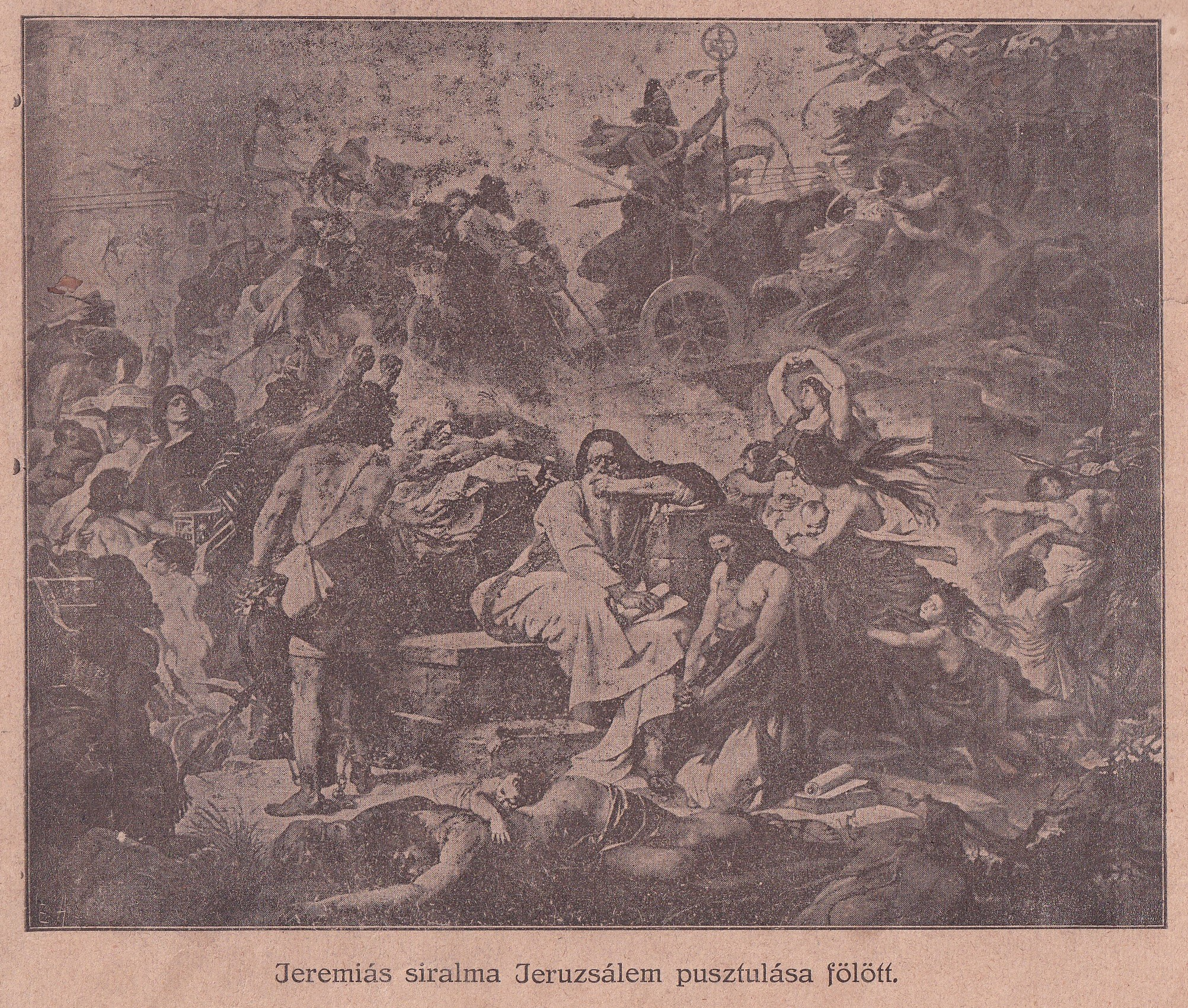
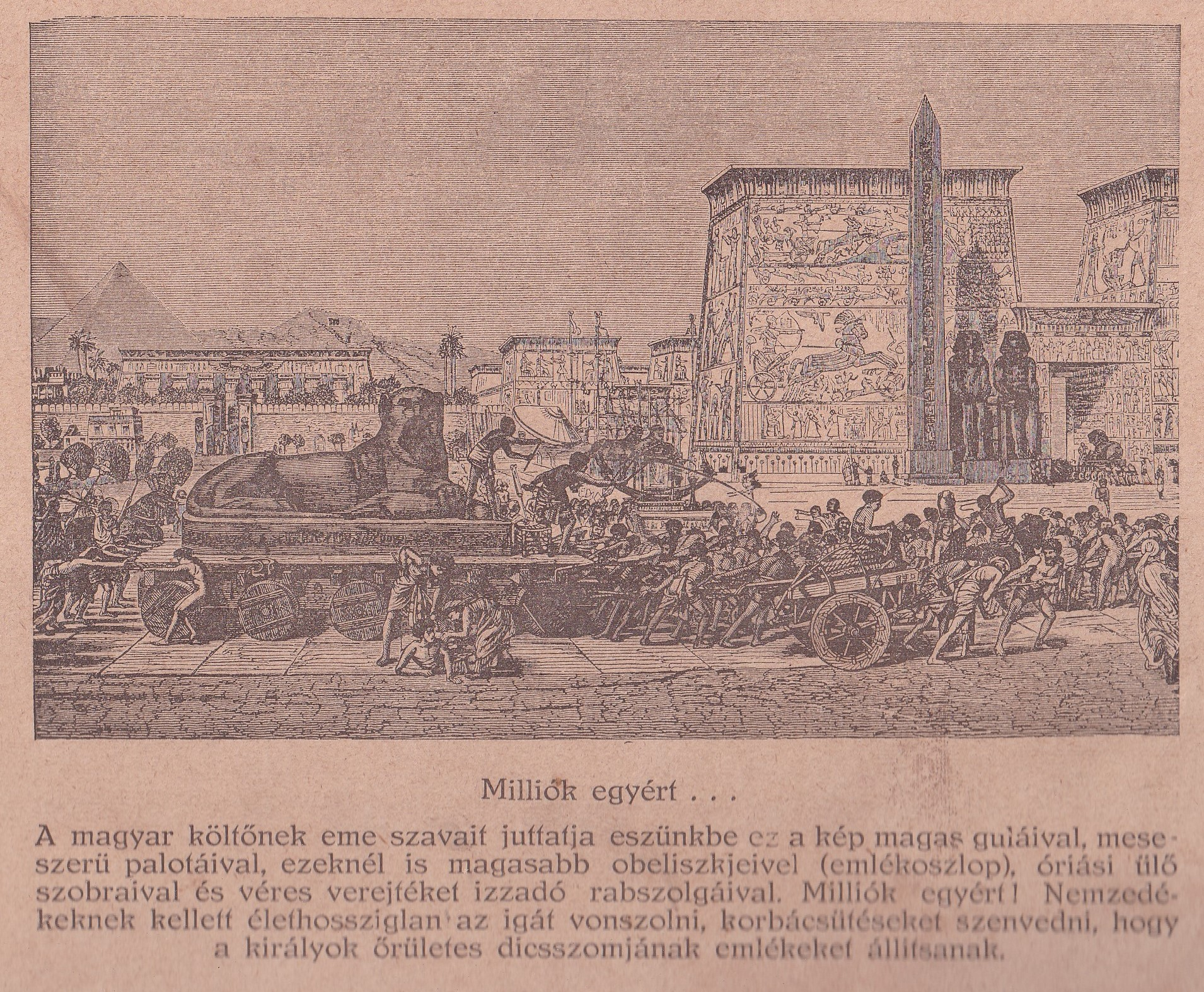
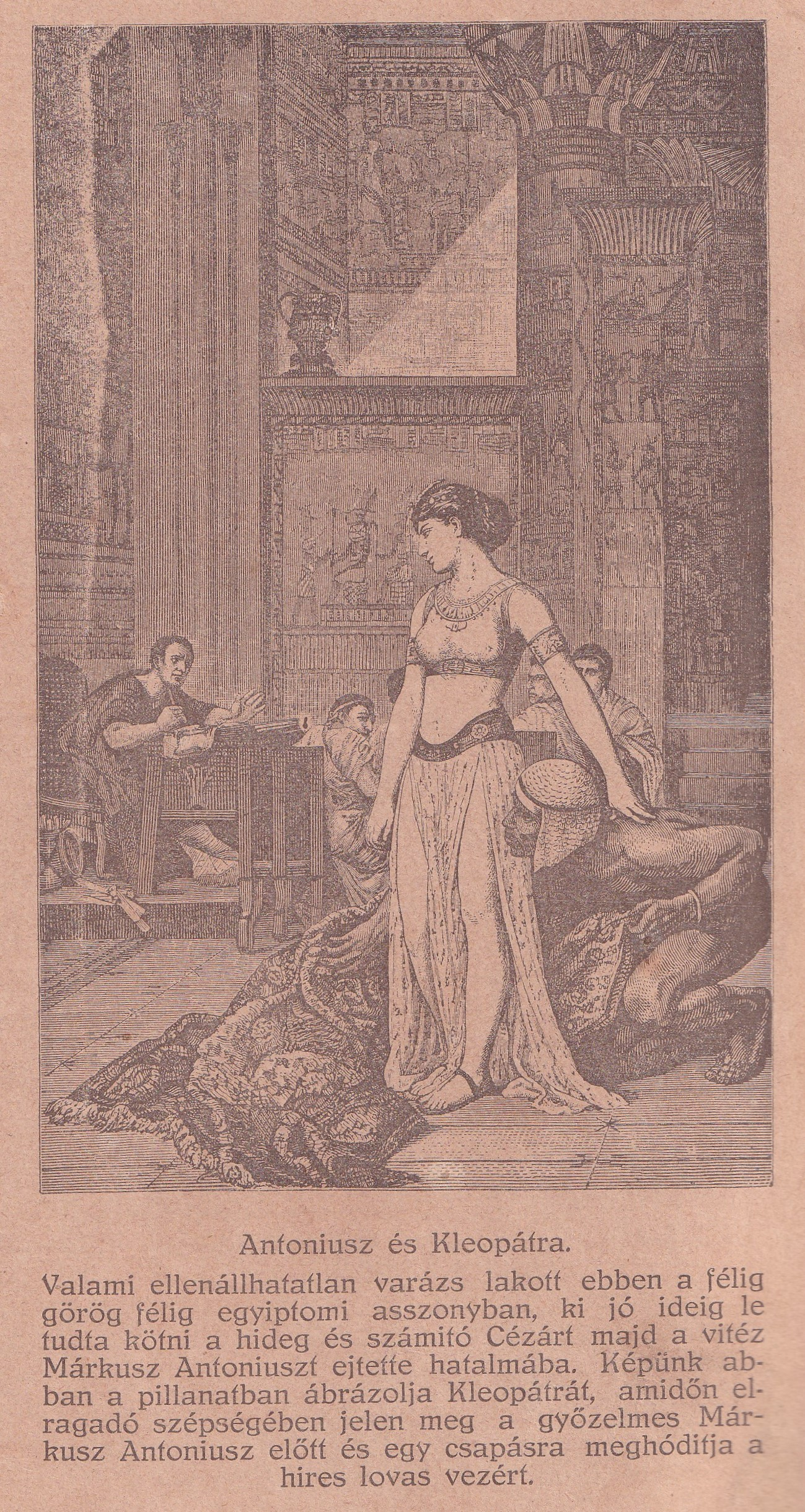
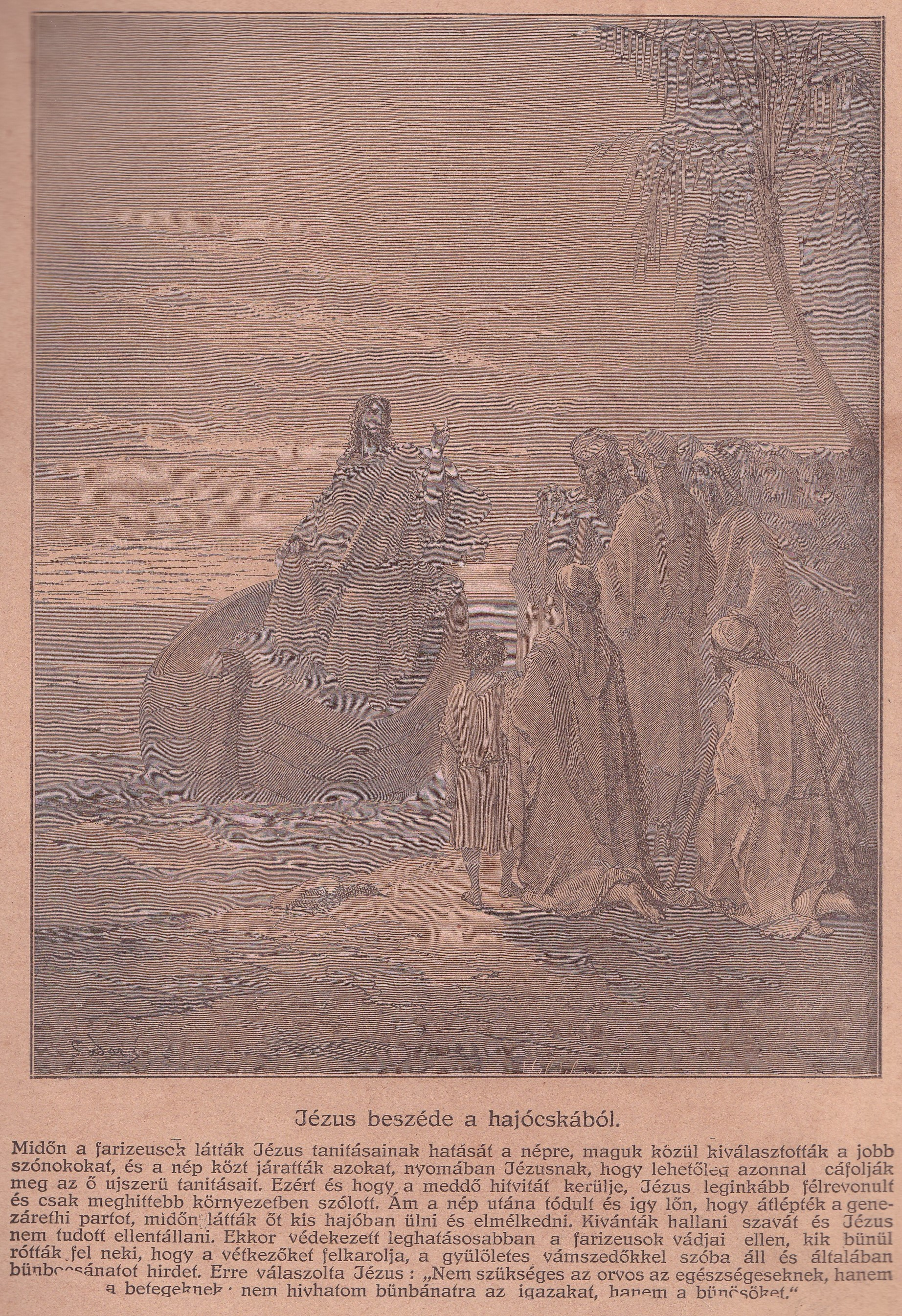